# ナゾ解き!マイネーム
『おなまエンターテインメント ナゾ解き!マイネーム』（おなまエンターテインメント なぞとき!マイネーム）は、2015年3月11日と同年7月3日にTBS系列にて放送された特別番組（トークドキュメンタリー番組である。

## 概要
「名前」に関する番組で、「名前」の秘密や、世界で見つけた「名前」などを調査する。

## 司会者
- ヒロミ
- 若林正恭（オードリー）

## ゲスト
第1回
- 青柳翔
- 佐藤仁美
- 平愛梨
- 高橋英樹
- ビビる大木
- 薬丸裕英

第2回
- 三浦翔平
- 伊集院光
- 三田寛子
- 潮田玲子
- 新川優愛
- 荒俣宏

## 主なスタッフ
第2回（2015年7月3日放送分）
- ナレーター：バッキー木場
- 構成：海老克哉(也)、石井裕之、加藤智久、鈴川朋治、久松知博
- 技術：FMT
- SW：竹内弘佳
- CAM：若林茂人
- AUD：絹山幸広
- VE：田中昭博
- 照明：三好裕治
- 美術：フジアール
- 美術制作：柴田慎一郎
- デザイン：別所晃吉
- 美術進行：山口武治
- ロケ技術：GPA、クロステレビビジョン、ハックベリー、ティ・ピー・ブレーン、mabu、ZOU、アビス、森山弘喜
- 編集・MA：ザ・チューブ 加福大、柴田敏幸
- 音効：東由美（佳夢音）
- TK：後藤有紀
- タイトルデザイン：橋本千恵子
- スタジオ：テクノマックス、東京メディアシティ
- リサーチ：フルタイム
- イラスト：グレートインターナショナル
- 企画・編成：嵯峨祥平
- 宣伝：香坂佳奈
- 監修：菅原正豊
- AP：丸山智子
- ディレクター：大沢哲也、新川雅史、山口哲生、浦田裕貴、春田英知
- 演出：山田謙司、川崎大志
- プロデューサー：高浦康江、佐藤実
- 製作：ハウフルス、TBS

## 放送時間
第1回
- 水曜19:56 - 21:54（JST）
  - 『水トク!』（第2期）枠で放送。

第2回
- 金曜21:00 - 22:48（JST）
  - 21:00の『中居正広の金曜日のスマたちへ』は休止、21:54の各局別ミニ番組[1]は22:48に繰り下げ、22:00の金曜ドラマ『アルジャーノンに花束を』は既に終了。